# Que te perdone Dios
 (срп. Нека ти Бог опрости) мексичка je теленовела, продукцијске куће Телевиса, снимана током 2014. и 2015.

## Синопсис
Рената је млада лепотица васпитавана челичном руком свога оца дон Бруна, који је одувек желео сина. Третирао ју је сурово, не дозвољавајући јој да се упушта у везу са младићима. Ипак, она се заљубљује у Пабла, радника на очевој хацијенди, и остаје трудна са њим. Да би прикрио њену срамоту, Бруно је шаље далеко од породичног дома у пратњи Макарије, амбициозне жене заљубљене у Фауста, власника оближњег имања. С обзиром на то да је Фаусто у дуговима, планира да се ожени Ренатом и искористи њено богатство да поново стане на ноге. Међутим, Рената не жели ништа са њим и признаје му да је заљубљена у Пабла и да чека његово дете. Фаусто се потом суочава са својим супарником и убија га.
Девет месеци касније, Рената рађа кћеркицу Абигаил, али Бруно плаћа Макарији да девојчицу пријави као своју и да је одгаја као своју кћи. Рената је принуђена да се одрекне свог детета и пристане да у очима јавности буде само Абигаилина кума. У међувремену, она пристаје да се уда за Фауста, јер јој је обећао да ће јој помоћи да поврати девојчицу. На дан дугоочекиваног венчања дон Бруно умире, а Рената нешто касније сазнаје да је Фаусто убио Пабла. Када се суочи са њим, он проузрокује несрећу након које она остаје слепа.
Године пролазе и Абигаил израста у прелепу девојку. С обзиром на то да је слепа, Рената не схвата да Фаусто посматра њену кћи као жену - опседнут је њоме и жели је у свом кревету. За то време, Абигаил се безнадежно заљубљује у Фаустовог сестрића Матеа, који се вратио из иностранства, где је студирао медицину. Међутим, Матео у почетку не обраћа пажњу на њу, јер је у вези са бескрупулозном Дијаном, не знајући да је она љубавница његовог ујака. Абигаил је разочарана када сазна да се Матео оженио и утеху тражи у наручју сиромашног, али часног Дијега.
Недуго потом, Рената упознаје доктора Дуартеа, једног од Матеових професора и међу њима се рађа љубав. Захваљујући њему она успева да поврати вид, али одлучује да настави да се претвара да је слепа, како би прикупила доказе за Фаустова злодела. У међувремену, Фаусто успева да убеди Абигаил да јој је отац, па се она временом дистанцира од Ренате. Међутим, зликовац показује право лице када покуша да силује Абигаил. Са друге стране, Матео сазнаје да је његова супруга Фаустова љубавница - одлучан је да се разведе и срећу потражи крај Абигаил, свестан да је управо она жена какву је одувек желео.
Иако је Матеова и Абигаилина љубав јака и чиста, Фаустова опсесија и жеђ за осветом ставиће је на коцку - чиниће неопростива злодела, не би ли раставио млади пар, који ће морати да прође кроз пакао не би ли најзад досегао толико сањани рај…

## Глумачка постава

### Главне улоге
| Глумац:                   | Улога:                                |
| ------------------------- | ------------------------------------- |
| Зурија Вега               | Абигаил Риос                          |
| Марк Тачер                | Матео Лопез Гера Фуентес              |
| Серхио Гојри              | Фаусто Лопез Гера                     |
| Иран Кастиљо Ребека Џоунс | Рената Флорес дел Анхел де Лопез Гера |

### Споредне улоге
| Глумац:                          | Улога:                                     |
| -------------------------------- | ------------------------------------------ |
| Алехандра Гарсија Сабине Мусијер | Макарија Риос                              |
| Марија Сорте                     | Елена Фуентес де Лопез Гера                |
| Рене Стриклер                    | др Патрисио Дуарте                         |
| Алтаир Харабо                    | Дијана Монтеро                             |
| Ана Берта Еспин                  | Доња Констанса дел Анхел де Флорес         |
| Фердинандо Валенсија             | Дијего Муњоз                               |
| Алехандро Авила                  | Лусио Рамирез                              |
| Мануел Охеда                     | Мелитон                                    |
| Дасија Гонзалес                  | Висента Муњоз                              |
| Заиде Силва Гутијерез            | Симона Санчез                              |
| Ана Патрисија Рохо               | Ефихенија де ла Круз и Фереира             |
| Фабијан Роблес                   | Хулио Акоста / Хулијан Акоста Монтеро      |
| Лаиша Вилкинс                    | Химена Негрете де Рамирез Данијела Негрете |
| Ерик дел Кастиљо                 | Дон Бруно Флорес Рикелме                   |
| Брандон Пениче                   | Пабло Рамос                                |
| Моисес Аризменди                 | Порфирио Рамирез                           |
| Алехандра Авалос                 | Миа Монтеро де Акоста                      |
| Антонио Медељин                  | свештеник Франсиско Охеда Бернал           |
| Алехандра Прокуна                | Едувихес де ла Круз и Фереира              |
| Раул Оливо                       | Химе Дијаз, Мотор                          |
| Оскар Бонфилио                   | Марселино                                  |
| Хулио Манино                     | Бенито                                     |
| Мирха Саведра                    | Аманда Риос                                |
| Ектор Саез                       | командант Ефраин Бараган                   |
| Адријано Зендехас                | Антонио Санчез, Тоњо                       |
| Сантијаго Ернандез               | Алфредо Санчез, Фреди                      |
| Рафаел Амандор                   | Кантинеро                                  |
| Иван Караза                      | Црна рука                                  |
| Хосе Марија Галеано              | свештеник Томас Охеда Бернал               |
| Алехандра Роблес Хил             | Теодора                                    |
| Данијела Басо                    | Хуанита                                    |
| Лаксми Пикасо                    | Ниевез Бараган                             |
| Рикардо Франко                   | Херардо Лопез Гера                         |
| Карлос Атие                      | Максимилиано Рамирез Сарасуа, Макс         |